# L'Isle-Verte
L'Isle-Verte är en kommun i provinsen Québec i Kanada. Den ligger i regionen Bas-Saint-Laurent, i den östra delen av landet, 600 km nordost om huvudstaden Ottawa. Kommunen bildades 2000 genom sammanslagning av bykommunen med samma namn och kommunen Saint-Jean-Baptiste-de-l'Isle-Verte.